# هنری بیلو
هنری بیلو (انگلیسی: Henri Baillot; ۱۳ دسامبر ۱۹۲۴ – ۹ نوامبر ۲۰۰۰) بازیکن فوتبال اهل فرانسه بود.
از باشگاه‌هایی که در آن بازی کرده‌است می‌توان به باشگاه فوتبال متس، باشگاه فوتبال استراسبورگ، باشگاه فوتبال رن، و باشگاه فوتبال بوردو اشاره کرد.
وی همچنین در تیم ملی فوتبال فرانسه بازی کرده‌است.